# Montesa 150
La Montesa 150 fou un model de motocicleta de turisme fabricat per Montesa entre 1959 i 1963. Les seves característiques generals eren aquestes: motor de dos temps monocilíndric refrigerat per aire de 142,5 cc, bastidor de simple bressol, frens de tambor i amortidors de forquilla convencional davant i telescòpics darrere. Es tractava bàsicament d'una Brío 110 amb 25 cc més i nous tubs d'escapament i carburador.
Juntament amb la Comando, la 150 era un model comercialitzat, sobretot, per tal de donar idea de continuïtat en uns moments en què la marxa del cofundador Francesc Xavier Bultó, qui havia abandonat Montesa el 1958 per a fundar Bultaco, havia deixat l'empresa força tocada. En aquells moments, mentre Leopoldo Milà treballava quasi en exclusiva en el disseny d'una nova motocicleta innovadora, la futura Impala, Montesa decidí sortir del pas amb un model de 150 cc (la cilindrada de moda aleshores, amb models com ara l'OSSA 150 o la Bultaco 155) i a començaments de 1960 el presentà amb el nom de Montesa 150.

## Versions

### Llista de versions produïdes
| Versió                    | Id. Model                 | Anys                      | Núm. Sèrie                | Unitats | Característiques   |
| ------------------------- | ------------------------- | ------------------------- | ------------------------- | ------- | ------------------ |
| 150                       | -                         | 1959 - 1960               | MM300001-301999           | 1.999   | Frens petits       |
| 150 B                     | -                         | 1961                      | MM302001-303099           | 1.100   | Frens grossos      |
| 150 BA                    | -                         | 1961 - 1963               | MM303100-304399           | 1.300   | Cilindre d'alumini |
| Total d'unitats produïdes | Total d'unitats produïdes | Total d'unitats produïdes | Total d'unitats produïdes | 4.399   |                    |

### 150
Fitxa tècnica
| Montesa 150 | Montesa 150                               | Montesa 150 |
| --- | ----------------------------------------- | ----------- |
| Id. Model | -                                         |             |
| Núm. Sèrie | MM300001-301999                           |             |
| Anys | 1959 - 1960                               |             |
| CC | 142,5                                     |             |
| Diàmetre x Carrera | 55 x 60 mm                                |             |
| Compressió | 6,25:1                                    |             |
| CV | 8 a 4.800 rpm                             |             |
| Carburador | Irz 18AFB 18 mm                           |             |
| Canvi | 3 velocitats                              |             |
| Suspensió davant | Forquilla telehidràulica                  |             |
| Suspensió darrera | Oscil·lant amb amortidors de doble efecte |             |
| Pneumàtic davant | 2,75 x 19                                 |             |
| Pneumàtic darrera | 2,75 x 19                                 |             |
| Frens davant | Tambor 125 mm                             |             |
| Frens darrera | Tambor 125 mm                             |             |
| Pes en sec | ?                                         |             |
| Capacitat dipòsit | ?                                         |             |
| Característiques | Frens petits                              |             |
| \| • Altres \| \| --------------------------------------------------- \| \| - Encesa: FEMSA VAR32.1 - Velocitat màxima: 90 km/h \| |                                           |             |
| • Altres |                                           |             |
| - Encesa: FEMSA VAR32.1 - Velocitat màxima: 90 km/h                                                                                |                                           |             |

### 150 B
La nova versió de la 150 duia els mateixos frens que la Brío 110, de 180 mm, amb sabates centrals.
Fitxa tècnica
| Montesa 150 B | Montesa 150 B                             |
| --- | ----------------------------------------- |
| Id. Model | -                                         |
| Núm. Sèrie | MM302001-303099                           |
| Anys | 1961                                      |
| CC | 142,5                                     |
| Diàmetre x Carrera | 55 x 60 mm                                |
| Compressió | 6,25:1                                    |
| CV | 8 a 4.800 rpm                             |
| Carburador | Irz 18AEB 18 mm                           |
| Canvi | 4 velocitats                              |
| Suspensió davant | Forquilla telehidràulica                  |
| Suspensió darrera | Oscil·lant amb amortidors de doble efecte |
| Pneumàtic davant | 2,75 x 19                                 |
| Pneumàtic darrera | 2,75 x 19                                 |
| Frens davant | Tambor 180 mm                             |
| Frens darrera | Tambor 180 mm                             |
| Pes en sec | ?                                         |
| Capacitat dipòsit | ?                                         |
| Característiques | Frens grossos                             |
| \| • Altres \| \| --------------------------------------------------- \| \| - Encesa: FEMSA VAR34.1 - Velocitat màxima: 90 km/h \| |                                           |
| • Altres |                                           |
| - Encesa: FEMSA VAR34.1 - Velocitat màxima: 90 km/h                                                                                |                                           |

### 150 BA
Fitxa tècnica
| Montesa 150 BA | Montesa 150 BA                            |
| --- | ----------------------------------------- |
| Id. Model | -                                         |
| Núm. Sèrie | MM303100-304399                           |
| Anys | 1961 - 1963                               |
| CC | 142,5                                     |
| Diàmetre x Carrera | 55 x 60 mm                                |
| Compressió | 6,25:1                                    |
| CV | 8 a 4.800 rpm                             |
| Carburador | Irz 18AEB 18 mm                           |
| Canvi | 4 velocitats                              |
| Suspensió davant | Forquilla telehidràulica                  |
| Suspensió darrera | Oscil·lant amb amortidors de doble efecte |
| Pneumàtic davant | 2,75 x 19                                 |
| Pneumàtic darrera | 2,75 x 19                                 |
| Frens davant | Tambor 180 mm                             |
| Frens darrera | Tambor 180 mm                             |
| Pes en sec | ?                                         |
| Capacitat dipòsit | ?                                         |
| Característiques | Cilindre d'alumini                        |
| \| • Altres \| \| ----------------------------------------------------------- \| \| - Encesa: MOTOPLAT E28.137.17.D - Velocitat màxima: 90 km/h \| |                                           |
| • Altres |                                           |
| - Encesa: MOTOPLAT E28.137.17.D - Velocitat màxima: 90 km/h                                                                                        |                                           |